# Laurent Jacquet
Pour les articles homonymes, voir Jacquet.
Laurent Jacquet, né le 2 septembre 1980 à Villefranche-sur-Saône dans le Rhône, est un vidéaste et un présentateur français. Il se fait connaître grâce à ses vidéos sur la construction et la rénovation. À partir de 2022, il anime l'émission Mission Travaux sur M6.

## Biographie

### Enfance, jeunesse et formation
Laurent Jacquet a grandi à Trévoux dans l’Ain,. Rapidement, il se passionne pour le bricolage grâce à ses grands-parents férus de travaux manuels,, ainsi que de par son oncle qui était plombier. Après le collège, il se dirige vers la menuiserie et l’ébénisterie mais se révèle allergique à la poussière de bois. Il s'oriente alors vers la plomberie en étant formé par un artisan, puis se perfectionne dans d'autres corps de métiers, tels que le carrelage, l’électricité, et même le bois, le jeune homme s'étant fait désensibiliser à son allergie des débuts,.

### Carrière
À l'âge de 23 ans, Laurent Jacquet se lance à son compte en tant qu’artisan plombier chauffagiste. Après plusieurs années d'activité, il embauche du personnel et forme aussi des apprentis,.
Au début des années 2010, il se reconvertit en devenant directeur technique dans les domaines de l'énergie solaire et des installations d'énergie autonome,, et se rend ainsi dans 17 pays. Il revient par la suite en France où il fonde une nouvelle entreprise, à nouveau dans le secteur de la plomberie.
À l’été 2015, il ouvre une chaîne Youtube nommée LJVS pour Laurent Jacquet Vidéo Show en parallèle de son activité d'artisan,. Il y donne des conseils et partage son savoir-faire sur la construction et la rénovation,. Le succès est grandissant avec des vidéos qui rassemblent jusqu’à un million de vues,. En 2019, il s'engage à temps plein dans son activité de vidéaste. Durant la même année, le youtubeur lance une chaîne secondaire intitulée BichonTV.
En 2021, M6 fait appel à lui pour animer un nouveau programme, Mission Travaux,. Accompagné d'une équipe d'artisans, il y vient en aide à des familles afin qu’elles puissent se former à la rénovation et terminer leurs travaux inachevés,. La première émission, diffusée le 1er février 2022, a réuni 2 160 000 téléspectateurs. 
L'animateur continue également son activité de vidéaste, qui se voit renforcée par la création de studios de productions à Feurs (Loire) à partir de mars 2022. Il est par ailleurs entouré d'une équipe de plusieurs personnes comprenant notamment un monteur et un gestionnaire de communauté. L'émission Mission Travaux fait elle son retour sur la chaîne M6 à la fin de l’année, toujours avec Laurent Jacquet à sa tête et désormais en co-animation avec Stéphane Plaza,.

### Vie privée
Laurent Jacquet réside dans le département de la Loire,. Il est père de deux filles, et forme une famille recomposée avec son épouse Carole, qui a elle aussi deux filles.